# Potríes
Potríes (en valenciano y oficialmente Potries) es un municipio de la Comunidad Valenciana, España. Perteneciente a la provincia de Valencia, en la comarca de la Safor.

## Geografía

Localización en la comarca de la Safor

Potríes tiene 1104 habitantes. Situado en el corazón de la comarca de la Safor. Casi todo el término municipal es plano, son terrenos de sedimentación cuaternaria, aunque en el extremo meridional afloran los primeros contrafuertes del Valle de Gallinera, son pequeños montículos que apenas superan los 100 m de altitud y que reciben el nombre de Tossalets. El río Serpis flanquea el término por el oeste, constituyendo su principal accidente geográfico y un espacio natural de considerable belleza.
Desde Valencia se accede a esta localidad, por carretera, a través de la N-332 para enlazar con la CV-680.

### Localidades limítrofes
El término municipal de Potríes limita con las siguientes localidades:
Ador, Beniflá, Fuente Encarroz, Palma de Gandía y Villalonga, todas ellas de la provincia de Valencia.

## Historia
Los vestigios arqueológicos atestiguan la presencia de comunidades humanas en el término municipal, al menos, desde el Neolítico y la Edad del Bronce. Restos de cabañas, útiles de piedra o cerámicas hechas a mano, forman parte de los hallazgos en el yacimiento de la montaña de Peñascales (Penyascals), además de una necrópolis de cronología similar en la partida de la Casa Fosca-Alameda. Hay una continuidad en el asentamiento de Peñascales (Penyascals) durante la época ibérica, desapareciendo después de la colonización romana al dispersarse la población en asentamientos de llanura de tipo agrícola. Un ejemplo paradigmático de este tipo de asentamiento lo constituye la villa romana de la Campina-Catorzena en el término municipal de Potríes, con unas dimensiones imprecisas pero considerables; disponía de espacios residenciales, de explotación y transformación agrícolas, incluso un complejo artesanal para la fabricación de objetos cerámicos, que aseguraba el transporte y comercialización de los excedentes de la producción agraria.
En la época visigoda persiste la ruralización del territorio y una continuación de los asentamientos anteriores. Con la llegada de los árabes se produce una concentración de la población rural en pequeñas agrupaciones urbanas, es en estos momentos cuando se consolida el núcleo urbano como tal.
Cuando en 1240 el monarca Jaime I toma posesión de los castillos de la comarca y de sus términos, Potríes era una pequeña alquería más de cuantas se encontraban diseminadas por el territorio. El lugar se hallaba bajo la jurisdicción del castillo de Rebollet, siendo donado por el rey a la familia Carroz, primeros señores de Potríes. De este modo la historia del municipio correrá paralela a la de otros centros urbanos de mayor entidad, como Oliva o Fuente Encarroz y siempre dentro de un contexto territorial más amplio que se denominará "Honor de Rebollet" o Término de Dalt (arriba). Durante la guerra de los dos Pedros, las huestes de Pedro I de Castilla arrasan estas tierras en 1364. De hecho, en 1368, Berenguer de Vilaragut, casado con Alamanda Carroz, titulándose Señor consorte de la Honor de Rebollet, y debido al deplorable estado en el que habían quedado sus posesiones después de la guerra, otorgará una nueva Carta de Población.

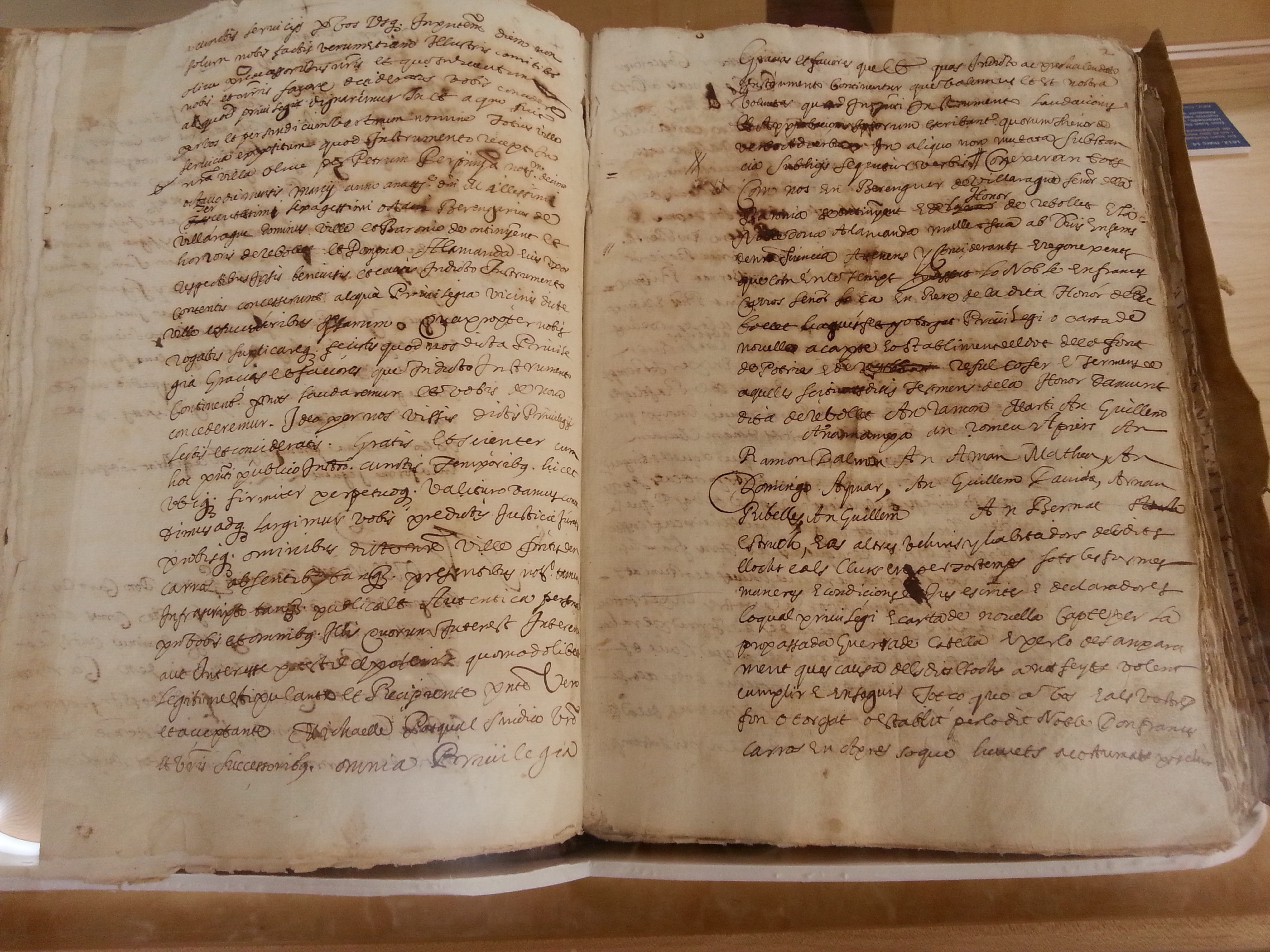
Carta Puebla de Fuente Encarroz, Potríes y Rafelcofer (1368)

En 1382 es reconocido señor de los estados de Oliva y Rebollet, Ramón de Riusech. Los Centelles detentarán el señorío de este lugar durante un largo periodo de tiempo. En 1449 el monarca Alfonso el Magnánimo otorga el título de Conde de Oliva a Francisco Gilabert de Centelles, quedando así el municipio dentro de los dominios del Condado de Oliva, en una época verdaderamente esplendorosa, donde el cultivo de la caña de azúcar proporciona riqueza y poder, y en la que cabe destacar la figura de Serafín de Centelles. El matrimonio entre Carlos de Borja y Magdalena Centelles propiciará la unión, en la figura de su hijo Francisco Tomás de Borja y Centelles, del Condado de Oliva y el Ducado de Gandía, a finales del siglo XVI, configurándose un importante estado dominado por una de las familias más relevantes e influyentes de su época, los Borja. Tras la muerte del último duque Borja, sus posesiones pasarán a los Pimentel y después a los Osuna, con los que Potríes, al igual que muchos otros pueblos, mantendrá un largo pleito por su independencia señorial, amparándose en las leyes desvinculadoras de 1814, emanadas de las Cortes de Cádiz. La llegada del Tren Alcoy-Gandía en 1893 supuso una importante mejora de sus comunicaciones.

## Demografía
Potríes cuenta con una población de 1104 habitantes (INE 2024).
| Gráfica de evolución demográfica de Potríes entre 1842 y 2021                                                       |
| |
| Población de derecho según los censos de población del INE Población de hecho según los censos de población del INE |

## Economía
Históricamente ha sido la agricultura la actividad económica preponderante en el municipio. Esta, basada en la actualidad en el cultivo de cítricos, es minifundista. El sector industrial está representado por empresas importantes con influencia comercial nacional e internacional, que se nutren con trabajadores de la población y de la comarca, dedicadas a la fabricación de productos químicos, tratamientos de cítricos, manipulación y comercialización de cítricos y materiales de construcción.

## Alcaldes democráticos
| Periodo   | Nombre                    | Partido   |
| --------- | ------------------------- | --------- |
| 1979-1983 | José Aznar Sampayo        | PCPV-PCE  |
| 1983-1987 | José Aznar Sampayo        | PCPV-PCE  |
| 1987-1991 | José Aznar Sampayo        | PTE-UC    |
| 1991-1995 | José Aznar Sampayo        | PSPV-PSOE |
| 1995-1999 | José Aznar Sampayo        | PSPV-PSOE |
| 1999-2003 | José Aznar Sampayo        | PSPV-PSOE |
| 2003-2007 | Vicent Damià Oliver Peiró | BLOC      |
| 2007-2011 | Juan Fernando Monzó Peiró | BLOC      |
| 2011-2015 | Juan Fernando Monzó Peiró | Compromís |
| 2015-2019 | Assumpta Domínguez Medina | Compromís |
| 2019-2023 | Assumpta Domínguez Medina | Compromís |
| 2023-act. | Sergi Vidal Domínguez     | Compromís |

## Patrimonio

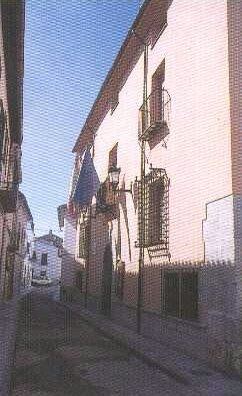
Ayuntamiento.

- Ayuntamiento. Constituye un magnífico ejemplo de la arquitectura señorial del siglo XVII en el ámbito rural de la Comunidad Valenciana. No se conoce con certeza su origen, aunque documentalmente se ha podido constatar que a finales del siglo XIX, debido al derribo de la vieja Sala Consistorial y Escuela situada en la plaza de la iglesia, la Corporación municipal compra a un particular este edificio para instalar en él la Sala Consistorial, la Cárcel, la Escuela y las viviendas de los maestros.

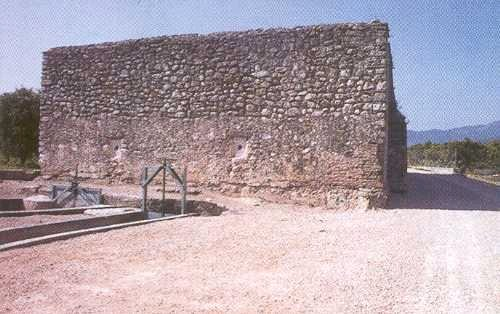
Partidor (Casa Clara).

- Casco antiguo. Se localiza en las faldas de unos pequeños contrafuertes montañosos, siguiendo la tradicional disposición de los núcleos urbanos de origen musulmán, hecho que condiciona la morfología de la trama urbana, con estrechas y sinuosas calles. Hasta el siglo XIX Potríes era un pueblo cerrado, había un muro que rodeaba y protegía el perímetro de la población y cuatro puertas de acceso al interior derruidas en el año 1862.Partidor (Casa Clara). El municipio todavía conserva el encanto y la autenticidad del típico asentamiento eminentemente rural, muchos edificios mantienen la tipología clásica de las casas tradicionales de agricultores, con una planta baja donde se sitúa el paso del carro articulando la distribución interna de los espacios, patio interior y, en el piso superior, el desván o cambra para el almacenamiento de los productos del campo.
- Partidores. Son edificaciones hidráulicas construidas para dividir el agua, como la Casa Fosca (siglo XV) o la Casa Clara (siglo XVI), que garantizan la correcta división para que el agua llegue a todos los puntos de la huerta.
- Iglesia parroquial de los Santos Juanes. La parroquia de Potríes se constituye a finales del siglo XVI. La iglesia tiene planta de cruz latina inscrita en un rectángulo con nave central, capillas laterales, crucero no emergente y torre-campanario. En la iglesia se conserva la reliquia de San Blas, patrón del municipio, y la magnífica talla en alabastro policromado del Cristo de la Agonía, del siglo XVIII, procedente de la ermita de Potríes.
- Ermita del Cristo de la Agonía. Se construyó en el siglo XIX bajo la dirección del arquitecto Carlos Spain. Constituye un interesante ejemplo de la arquitectura neoclasicista, de corte radical, que se prolonga durante la primera mitad del siglo XIX. Tanto la fachada como el interior son de una sobria y elegante concepción neoclásica. La plástica arquitectónica domina sobre la decorativa, ésta fundamentalmente pictórica es obra del pintor Luis Téllez-Girón, al que cabría atribuir con toda seguridad las pinturas de la iglesia parroquial de Potríes.

## Lugares de interés
- Ruta del agua: es una propuesta de recorrido por caminos y sendas rurales con un programa de señalización junto a los elementos visitables (edificaciones hidráulicas), y que en conjunto supone una magnífica lección de historia.
- Playa de Potries: es una zona del río Serpis a su paso por Potries que ha sido rehabilitada y es accesible para el baño, donde las personas de Potries y las visitantes acuden a tomar el baño.[4]
- Vía verde del Serpis: vía verde por el antiguo trazado del ferrocarril Alcoy-Gandía construido en 1892, a su paso por Potríes.

## Fiestas locales
- San Blas: en el mes de febrero se celebra una de las fiestas que más arraigo y aceptación popular tiene en la comarca. Se trata del tradicional Porrat de San Blas. La onomástica de este santo y mártir se conmemora el día 3 de febrero, pero con el paso de los años esta romería se ha convertido en un punto de encuentro con una importante oferta de carácter cultural y festivo, haciéndose extensiva a la primera quincena del mes. La tradición impone que los fieles que acuden a la iglesia parroquial se pasen la reliquia del santo, que allí se conserva, por la garganta, cumpliendo así con el ritual de purificación y protección frente a las enfermedades, de hecho San Blas es el santo protector de las afecciones de garganta. El Porrat de San Blas de Potries fue declarado Fiesta de Interés Turístico de Valencia[5] y en 2019 el Ayuntamiento de Potríes lo declaró Bien de Relevancia Local.[6]
- San Juan: se celebra el 24 de junio con hoguera en la plaza la noche anterior.
- San Salvador: se celebra con la tradicional subida a la misa en la ermita.
- San Vicente: se prosigue con la festividad de San Vicente, el primer lunes después de Pascua, y la tradición de visitar en procesión a los enfermos (els combregats).
- Fiestas Mayores. Se celebran la última semana de agosto en honor del Santísimo Cristo de la Agonía.

## Gastronomía
Es muy variada según las diferentes estaciones del año, elaborada generalmente con productos de la tierra, aunque algunos con productos del mar. En la mayoría de los hogares de Potríes, todavía se cocina con cazuelas de barro, que antes era costumbre llevar al horno para su cocción. Un lugar preeminente en la cocina lo ocupan los arroces, al horno (donde cabe destacar una variedad con boquerones), la paella con garbanzos, caracoles, de bacalao y coliflor, etc, o los caldosos (con alubias y nabos), así como el tradicional puchero u olla de fiesta. El bonito, hecho siempre en cazuela de barro y al horno. Las cocas y empanadillas de tomate, guisantes y cebolla y de hierbas. En los dulces cabe destacar los buñuelos de calabaza, las tortadas con nueces o la coca de naranja.

## Capital Cultural Valenciana
Potries, junto con Sagunto, serán las Capitales Culturales Valencianas (CCV) del 25 de abril de 2018 al 25 de abril de 2019. La Capital Cultural Valenciana es un sello anual creado por Cultura de la Generalidad Valenciana el año pasado con el objetivo de incentivar la territorialización cultural y se enmarca dentro del Plan de democratización cultural para garantizar el acceso a la cultura, que se incluye en el programa llamado Fes Cultura ("haz cultura").
La distinción de Capital Cultural Valenciana tiene como objetivo reconocer aquellas localidades que destacan por hacer una apuesta firme por la cultura como instrumento de cohesión social y de fomento económico. Así mismo, se busca una descentralización de la oferta cultural que promueve el gobierno valenciano, mejorar la comunicación entre la Generalidad y los diferentes actores culturales (productores, distribuidores y programadores) de todo el territorio valenciano y garantizar el acceso universal a la cultura. En esta capitalidad se ha reconocido con esta distinción a un municipio de más de 5000 habitantes, Sagunto, y a uno de menos de 5000 habitantes, Potries.